# Notropis perpallidus
Notropis perpallidus är en fiskart som beskrevs av Hubbs och Black, 1940. Notropis perpallidus ingår i släktet Notropis och familjen karpfiskar. IUCN kategoriserar arten globalt som nära hotad. Inga underarter finns listade i Catalogue of Life.